# Adolf Lindenbaum
Adolf Lindenbaum (Varsavia, 12 giugno 1904 – 1941) è stato un matematico e logico polacco di origine ebraica, vittima dell'Olocausto. Noto per il lemma di Lindenbaum e le algebre di Lindenbaum-Tarski.

## Biografia
Nato a Varsavia nel 1904 ha ottenuto il dottorato di ricerca, nel 1928, e l'abilitazione all'insegnamento, nel 1934, presso l'Università di Varsavia. Pubblicò lavori su logica matematica, teoria degli insiemi, aritmetica cardinale e ordinale, assioma della scelta, ipotesi del continuo, teoria delle funzioni, teoria della misura, topologia degli insiemi puntuali, geometria e analisi reale. Dal 1935 fino allo scoppio della guerra, nel settembre 1939, lavorò come professore assistente presso all'Università di Varsavia. Fu il più stretto collaboratore di Alfred Tarski nel periodo tra le due guerre. Verso la fine di ottobre o l'inizio di novembre del 1935 sposò Janina Hosiasson, una collega logica della scuola di Leopoli-Varsavia. Lui e sua moglie erano aderenti all'empirismo logico, hanno partecipato e contribuito all'unità internazionale del movimento scientifico ed erano membri dell'originale Circolo di Vienna. 
In collaborazione con Tarski si è occupato della struttura algebrica dei sistemi formali. Il suo nome è legato ad un teorema relativo al completamento dei sistemi formali incompleti ma, un altro notevole risultato, lo ottenne nel 1938 (in collaborazione con Andrzej Mostowski) la dimostrazione, sotto certe condizioni, dell'indipendenza dell'assioma della scelta.
Morì nel 1941, è ritenuto una delle vittime del Massacro di Ponary ma sulla sua sorte le fonti sono contrastanti.